# Desa Tanjungjaya (administrativ by i Indonesien, Jawa Barat, lat -7,32, long 108,49)
Desa Tanjungjaya är en administrativ by i Indonesien.   Den ligger i provinsen Jawa Barat, i den västra delen av landet, 220 km sydost om huvudstaden Jakarta.